# 彼得二世 (奥尔登堡)
尼库劳斯·腓特烈·彼得（Nikolaus Friedrich Peter，1827年8月7日—1900年6月13日），歐登堡大公，称彼得二世，1853年至1900年在位。

## 生平
彼得二世是奥尔登堡大公奥古斯特与第二任妻子安哈尔特-贝恩堡-绍姆堡-霍伊姆的伊达的独子，1827年生于大公国首都奥尔登堡城。他是第一个出生在奥尔登堡城的奥尔登堡公爵和大公。
1853年2月27日，父亲奥古斯特大公去世。彼得二世继承大公之位。
1854年，奥尔登堡大公国重新得到故土克尼普豪森领地。同年，奥尔登堡大公国加入德意志關稅同盟。1866年，作为石勒苏益格-荷尔斯泰因-戈托普公爵后代的俄罗斯沙皇亚历山大二世将戈托普系的所有继承权移交给彼得二世大公，彼得二世宣布自己对石勒苏益格-荷尔斯泰因拥有继承权。同年的普奥战争中，奥尔登堡与普鲁士结盟对抗奥地利。战后的1867年，奥尔登堡加入北德意志邦联，并与普鲁士签订了军事协议。1870-71年，奥尔登堡第91步兵团参加了普法战争。1871年奥尔登堡加入德意志帝国。
经过47年的统治，彼得二世于1900年在奥尔登堡大公国拉施泰德去世，终年72岁。

### 彼得二世时期的奥尔登堡首相
- 彼得·弗里德里希·路德维希·冯·罗辛男爵（Peter Friedrich Ludwig Freiherr von Rössing），任期：1851年5月1日—1874年6月23日
- 卡尔·亨利·恩斯特·冯·贝格（Karl Heinrich Ernst von Berg），任期：1874年6月23日—1876年10月1日
- 弗里德里希·安德烈阿斯·鲁施特拉特（Friedrich Andreas Ruhstrat），任期：1876年10月1日—1890年3月14日
- 格哈德·弗里德里希·京特尔·延森（Gerhard Friedrich Günther Jansen），任期：1890年3月14日—1900年8月19日

## 婚姻与子女
1852年2月10日，彼得二世与薩克森-阿爾滕堡的伊莉莎白结婚。伊莉莎白的父親是薩克森-阿爾滕堡公爵約瑟夫，母親是符騰堡的阿瑪莉埃。兩人共有兩個兒子：
- 长子腓特烈·奥古斯特（1852年11月16日—1931年2月24日），末代歐登堡大公
- 次子格奥尔格·路德维希（1855年6月27日—1939年11月30日）